# Georges Fillioud
Georges Fillioud (Lyon, 7 juli 1929 – Parijs, 15 september 2011) was een Frans politicus en journalist. Fillioud was minister van Communicatie onder president François Mitterrand. Als minister maakte hij het in Frankrijk mogelijk dat radio- en televisiekanalen bestuurd werden door particulieren. Dit leidde onder meer tot de oprichting van Canal+.
- Bibliothèque nationale de France: cb12036170z (data)
- International Standard Name Identifier: 0000 0000 3482 763X
- Library of Congress Control Number: n96062411
- Nationale Bibliotheek van Israël: 987007402204805171
- Système universitaire de documentation: 028547802
- Virtual International Authority File: 9863805
- WorldCat: E39PBJvRWxc3xtkmJpvHtDkv73